# Western Australian Open 1973
Il Western Australian Open 1973 è stato un torneo di tennis giocato sull'erba. È stata la 6ª edizione del torneo, che fa parte dei Tornei di tennis femminili indipendenti nel 1973 e dei Tornei di tennis femminili indipendenti nel 1973. Si è giocato a Perth in Australia, dall'8 al 17 dicembre 1973.

## Campioni

### Singolare maschile
Colin Dibley ha battuto in finale  Bob Giltinan con il punteggio di 6–1 7–6 4–6 6–3

### Doppio maschile
Informazione non disponibile

### Singolare femminile
Evonne Goolagong Cawley ha battuto in finale  Kerry Harris con il punteggio di 7–5 6–1

### Doppio femminile
Evonne Goolagong Cawley /  Peggy Michel hanno battuto in finale  Margaret Smith Court /  Janet Young per walkover